# Josh Lewsey
Owen Joshua Lewsey, detto Josh (Bromley, 30 novembre 1976), è un ex rugbista a 15 campione del mondo nel 2003 con l'Inghilterra.
Tutta la sua carriera si è svolta nei London Wasps in cui ha militato come estremo o ala

## Biografia
Lewsey, nato a Bromley in Kent, crebbe a Watford dove compì gli studi.
A 18 anni fu ingaggiato dagli Wasps della cui squadra under-21 divenne capitano.
Benché nato in Inghilterra, Lewsey sarebbe stato idoneo anche per la Nazionale gallese, in quanto sua madre viene dal Galles e gallese è anche uno dei suoi nonni paterni.
Quando un tifoso gallese gli chiese scherzosamente come si sentisse «ad aver fatto la scelta sbagliata», Lewsey rispose che il Galles non l'aveva mai convocato e che, pur essendo fiero delle sue origini gallesi, scegliere di giocare per l'Inghilterra non era una questione di guerra civile, ma solo sportiva.
Durante il periodo d'ingaggio giovanile con gli Wasps frequentò l'Università a Bristol, alla cui squadra fu lasciato in prestito fino alla laurea, conseguita nel 1998.
Dal 1998 al 2001 - periodo in cui aveva esordito in Nazionale maggiore e aveva fatto parte della leva di esordienti che affrontarono il cosiddetto «Tour infernale» del 1998 con il rovescio di Brisbane contro l'Australia per 0-76 (la peggiore sconfitta inglese della storia) - frequentò la Reale accademia militare di Sandhurst da cui uscì come ufficiale d'artiglieria, grado con il quale servì nell'esercito britannico per i successivi due anni.
Al termine di tale periodo di servizio decise di congedarsi e tornare al rugby professionistico negli Wasps.
Nel 2003 debuttò in patria con la Nazionale, nel Sei Nazioni di quell'anno, contro l'Italia, segnando due mete nel 40-5 complessivo con cui gli inglesi vinsero l'incontro.
Segnò anche la prima meta nella successiva partita contro la Scozia e, più in generale, diede un rilevante contributo al Grande Slam inglese in quell'edizione del torneo e, nell'estate successiva, ebbe un ruolo chiave nelle prestigiose vittorie in trasferta contro Nuova Zelanda e Australia.
Si consolidò nel ruolo di estremo anche grazie allo spostamento a tre quarti di Jason Robinson.
Alla fine dell'anno fu tra i protagonisti della Coppa del Mondo in Australia: a parte la vittoria finale dell'Inghilterra proprio sulla squadra di casa, segnò cinque mete nella fase a gironi contro l'Uruguay nella vittoria per 111-13, una delle più ampie della storia della Coppa.
Nel 2005 Lewsey fu selezionato per il tour dei British Lions in Nuova Zelanda ed esordì con due mete nei primi cinque minuti del primo incontro, contro il Bay of Plenty.
Un incidente occorsogli nel corso del Sei Nazioni 2006 gli fece saltare un paio d'incontri e quell'estate non fu chiamato per i test estivi della Nazionale inglese; in conseguenza di ciò si dedicò all'alpinismo durante le vacanze e scalò l'Himalaya, sia pur senza avvertire gli Wasps, per evitare eventuali obiezioni da parte dei dirigenti del suo club.
Il contributo di maggior peso dato da Lewsey alla campagna inglese alla Coppa del Mondo 2007 fu la meta, l'unica dell'incontro, segnata contro la Francia in semifinale, che diede alla sua squadra il 14-9 che valse la finale contro il Sudafrica, alla quale tuttavia non prese parte a causa di un infortunio cui incorse nel finale di partita contro i francesi.
La semifinale di Coppa del Mondo è a tutt'oggi l'ultimo incontro disputato da Lewsey agli ordini del C.T. della Nazionale Brian Ashton, il quale non ha incluso il giocatore nella lista ufficiale dei partecipanti al Sei Nazioni 2008.
Il 10 dicembre 2008 Lewsey ha comunicato al nuovo C.T. Martin Johnson il suo ritiro dall'attività internazionale, motivando la sua scelta con il suo desiderio di volersi dedicare fino al termine della carriera alla sua attività di club con gli Wasps.
Alla fine della stagione 2008-09 annunciò il suo ritiro: in chiusura di carriera fu convocato per due incontri con la maglia dei Barbarians.
Lewsey ha dichiarato di voler provare a realizzare un suo vecchio sogno, la scalata dell'Everest nel luglio 2010 e, al ritorno, di voler impiegarsi nei servizi finanziari presso la PricewaterhouseCoopers.

## Palmarès
- Coppe del mondo: 1
Inghilterra: 2003
- Premiership: 4
Wasps: 2002-03, 2003-04, 2004-05, 2007-08
- Coppe Anglo-Gallesi: 2
Wasps: 1999-2000, 2005-06
- Heineken Cup: 2
Wasps: 2003-04, 2006-07
- Challenge Cup: 1
Wasps: 2002-03